# Victor Ashe

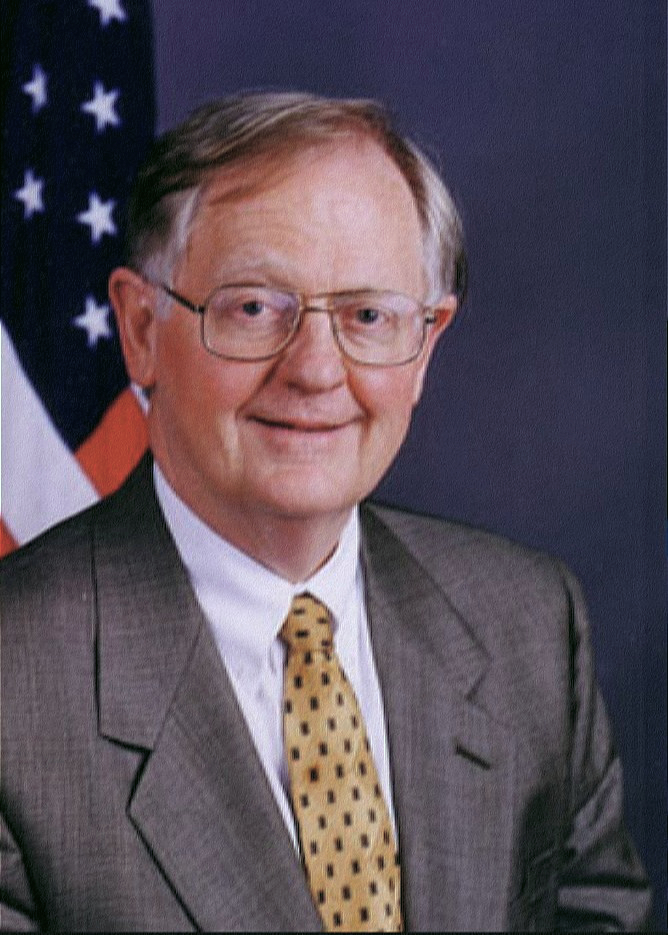
Victor Ashe

Victor Ashe (* 1. Januar 1945 in Knoxville, Tennessee) ist ein US-amerikanischer Politiker (Republikanische Partei) und Diplomat. Er war von 2004 bis zum 29. September 2009 Botschafter der Vereinigten Staaten in Polen.

## Leben

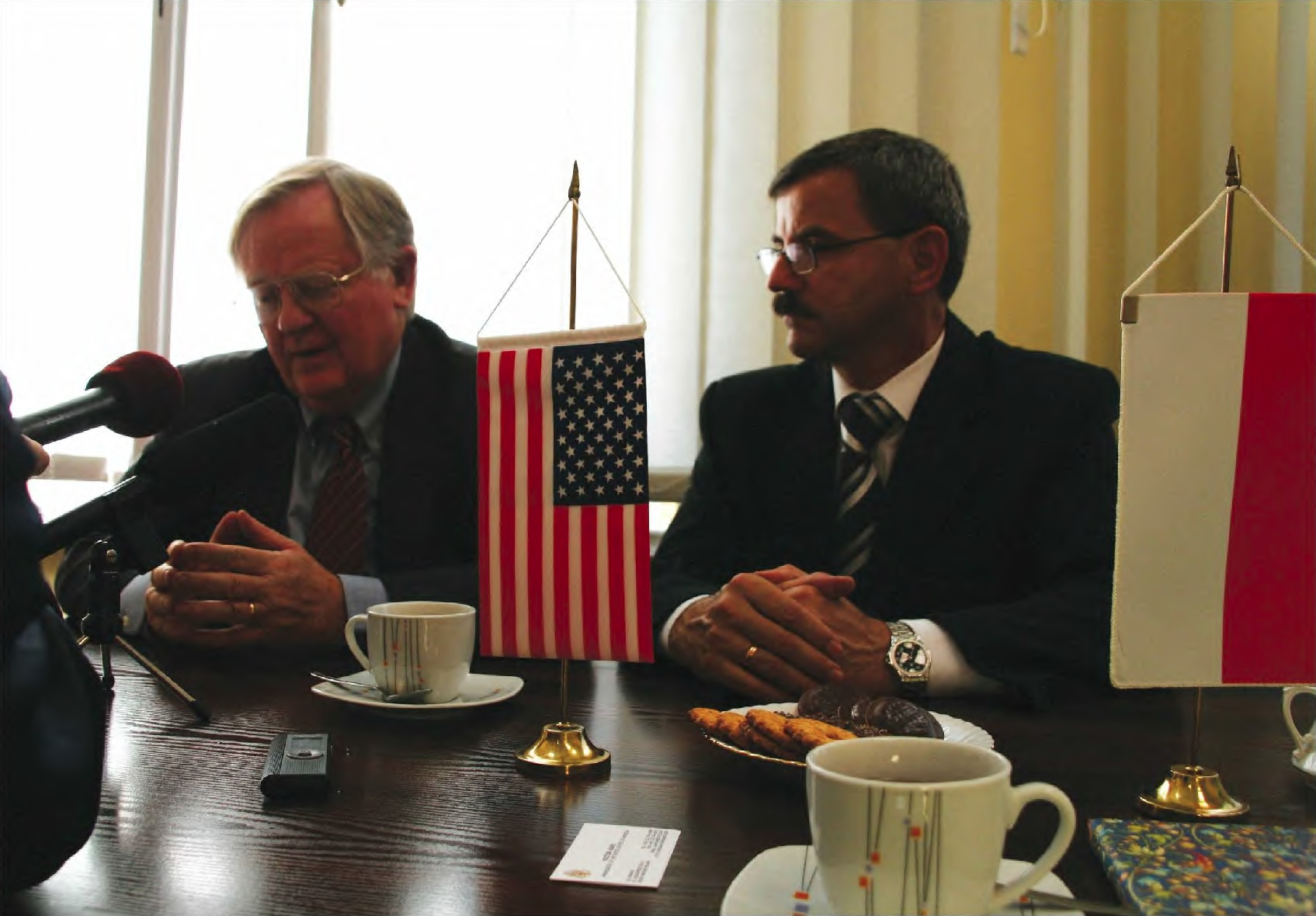
Botschafter Ashe in Prudnik, Polen (2008)

Ashe studierte Geschichte an der Yale University. 1967 erhielt er dort seinen Bachelor of Arts. Später studierte er Jura am College of Law der University of Tennessee und machte dort 1974 seinen Abschluss. Im Anschluss wurde Ashe Rechtsanwalt.
Im Jahr 1968 wurde Ashe im Alter von 23 Jahren in das Repräsentantenhaus von Tennessee gewählt. 1975 wurde er in den Senat von Tennessee gewählt und gehörte diesem die nächsten neun Jahre an. November 1987 folgte seine Wahl zum Bürgermeister von Knoxville. In seine 16-jährige Amtszeit – die längste, die je ein Bürgermeister von Knoxville ausübte – fiel unter anderem die Städtepartnerschaft mit der polnischen Stadt Chełm. 1995 wurde er zum Präsidenten der U.S. Conference of Mayors gewählt und hatte auch das Amt des Präsidenten der Tennessee Municipal League inne. Von 2001 bis 2004 gehörte er dem Board of Directors der staatlichen Hypothekenbank Fannie Mae an.
Ashe wurde am 8. April 2004 von Präsident George W. Bush als Nachfolger von Christopher R. Hill zum Botschafter in der Republik Polen vorgeschlagen und am 21. Mai vom US-Senat bestätigt. Am 23. Juni 2004 wurde er in Washington, D.C. vereidigt. Ashe ist verheiratet und hat einen Sohn und eine Tochter.